# 黒岩伶奈
黒岩 伶奈（くろいわ れな、1997年1月19日 - ）は、日本の元女優、元モデル。東京都出身。青山学院大学卒業。

## 略歴
2006年、ファッション雑誌ピチレモン（学研）の専属モデルになる。同年6月号で初登場。
2011年、活動休止状態となり公式サイトのプロフィールが削除され、ピチレモン7月号で卒業した。

## 出演

### テレビドラマ
- 土曜ワイド劇場「ひまわり」（2003年12月、テレビ朝日）
- 女と愛とミステリー「死体は語る4」（2004年1月、テレビ東京） - 仙道みゆき 役
- 金曜ナイトドラマ「スカイハイ2」（2004年1月、テレビ朝日） - 藤吉綾香 役
- 水曜プレミア「つぐない」（2004年6月、TBS） - 小林由香 役
- 金曜時代劇「慶次郎縁側日記」（2004年8月27日 - 10月22日、NHK） - 三千代（幼少期） 役
- NHK連続テレビ小説「天花」（2004年8月、NHK） - 木下ナナ 役
- 陰陽少女（2004年10月 - 12月、KBS・TVK・テレビ埼玉） - 由良ナオ 役
- 土曜ワイド劇場「第一級殺人弁護3」（2005年1月、テレビ朝日） - 京森歩 役
- 女と愛とミステリー「猪熊夫婦の駐在日誌2」（2005年3月、テレビ東京） - 松野亜美 役

### バラエティ
- あっぱれ!!さんま大教授（2004年11月 - 2007年9月23日、フジテレビ）

### CM
- トミー「ディズニーパソコン」（2003年7月 - 2004年6月）
- 住友林業（2003年10月 - 2004年6月）
- ロッテ「アーモンドチョコレート」（2004年5月 - 2004年7月）
- リクルート「フロム・エー」（2004年8月）
- アメリカンホームダイレクト（2004年9月 - 2006年3月）
- トイザらス（2005年3月 - 4月）
- 金鳥「蚊取り線香」（2005年）
- SCE「PlayStation 2 EyeToy」（2005年6月）
- コニカミノルタ（2005年11月 - 2006年8月）
- DENSO（2006年10月 - 2009年9月）

### 舞台
- 暗くなるまで待って（2007年9月）